# Falochrony
Falochrony – singel polskiej piosenkarki Roksany Węgiel oraz polskiego rapera Maty. Utwór pochodzi z czwartego minialbumu Maty pt. 2039: Złote Piaski. Singel został wydany 23 sierpnia 2024.
Kompozycja znalazła się na 31. miejscu listy OLiA, najczęściej odtwarzanych utworów w polskich rozgłośniach radiowych. Nagranie otrzymało w Polsce status platynowego singla, przekraczając liczbę 50 tysięcy sprzedanych kopii.

## Geneza utworu i historia wydania
Utwór napisali i skomponowali Roksana Węgiel-Mglej, Michał Matczak, Kevin Mglej i Mikołaj Vargas, który również odpowiada za produkcję utworu.
Singel ukazał się w formacie digital download 23 sierpnia 2024 w Polsce za pośrednictwem wytwórni płytowej ¸¸♬·¯·♩¸¸♪·¯·♫¸¸♫·¯·♪ i wydaniem własnym. Piosenka została umieszczona na czwartym minialbumie Maty – 2039: Złote Piaski.
18 lutego 2025 zaśpiewała piosenkę wraz z Bartkiem Królikiem podczas gali Bestsellerów Empiku 2024.

## „Falochrony” w stacjach radiowych
Nagranie było notowane na 31. miejscu w zestawieniu OLiA, najczęściej odtwarzanych utworów w polskich rozgłośniach radiowych.

## Teledysk
Do utworu powstał teledysk w reżyserii Hien Dinh Ngoc, który udostępniono w dniu premiery singla za pośrednictwem serwisu YouTube.

## Lista utworów
- Digital download[2]

1. „Falochrony” – 2:49

## Notowania
| Kraj   | Lista (2024)             | Najwyższa pozycja |
| ------ | ------------------------ | ----------------- |
| Polska | Billboard Poland Songs   | 2                 |
| Polska | OLiS – single w streamie | 2                 |

| Kraj   | Lista (2024)                   | Najwyższa pozycja |
| ------ | ------------------------------ | ----------------- |
| Polska | OLiS – oficjalna lista airplay | 31                |

| Kraj   | Lista (2024)             | Pozycja |
| ------ | ------------------------ | ------- |
| Polska | OLiS – single w streamie | 71      |

## Certyfikaty
| Kraj          | Certyfikat      | Sprzedaż |
| ------------- | --------------- | -------- |
| Polska (ZPAV) | platynowa płyta | 50 000+  |